# Lista de finais para cadeirantes do Torneio de Wimbledon
Esta é a lista de finais para cadeirantes do Torneio de Wimbledon.

## Por ano

### Simples

#### Masculinas
| Ano                                                         | Campeão           | Vice-campeão        | Resultado           |
| ----------------------------------------------------------- | ----------------- | ------------------- | ------------------- |
| 2024                                                        | Alfie Hewett      | Martín de la Puente | 6–2, 6–3            |
| 2023                                                        | Tokito Oda        | Alfie Hewett        | 6–4, 6–2            |
| 2022                                                        | Shingo Kunieda    | Alfie Hewett        | 4–6, 7–5, 7–6(10–5) |
| 2021                                                        | Joachim Gérard    | Gordon Reid         | 6–2, 7–62           |
| Torneio não realizado em 2020 devido à pandemia de COVID-19 |                   |                     |                     |
| 2019                                                        | Gustavo Fernández | Shingo Kunieda      | 4–6, 6–3, 6–2       |
| 2018                                                        | Stefan Olsson     | Gustavo Fernández   | 6–2, 0–6, 6–3       |
| 2017                                                        | Stefan Olsson     | Gustavo Fernández   | 7−5, 3−6, 7−5       |
| 2016                                                        | Gordon Reid       | Stefan Olsson       | 6–1, 6–4            |

#### Femininas
| Ano                                                         | Campeã          | Vice-campeã        | Resultado     |
| ----------------------------------------------------------- | --------------- | ------------------ | ------------- |
| 2024                                                        | Diede de Groot  | Aniek van Koot     | 6–4, 6–4      |
| 2023                                                        | Diede de Groot  | Jiske Griffioen    | 6–2, 6–1      |
| 2022                                                        | Diede de Groot  | Yui Kamiji         | 6–4, 6–2      |
| 2021                                                        | Diede de Groot  | Kgothatso Montjane | 6–2, 6–2      |
| Torneio não realizado em 2020 devido à pandemia de COVID-19 |                 |                    |               |
| 2019                                                        | Aniek van Koot  | Diede de Groot     | 6–4, 4–6, 7–5 |
| 2018                                                        | Diede de Groot  | Aniek van Koot     | 6–3, 6–2      |
| 2017                                                        | Diede de Groot  | Sabine Ellerbrock  | 6–0, 6–4      |
| 2016                                                        | Jiske Griffioen | Aniek van Koot     | 4–6, 6–0, 6–4 |

#### Tetraplégicas
| Ano                                                         | Campeão      | Vice-campeão   | Resultado |
| ----------------------------------------------------------- | ------------ | -------------- | --------- |
| 2024                                                        | Niels Vink   | Sam Schröder   | 7–64, 6–4 |
| 2023                                                        | Niels Vink   | Heath Davidson | 6–1, 6–2  |
| 2022                                                        | Sam Schröder | Niels Vink     | 7–65, 6–1 |
| 2021                                                        | Dylan Alcott | Sam Schröder   | 6–2, 6–2  |
| Torneio não realizado em 2020 devido à pandemia de COVID-19 |              |                |           |
| 2019                                                        | Dylan Alcott | Andy Lapthorne | 6–0, 6–2  |

### Duplas

#### Masculinas
| Ano                                                         | Campeões                          | Vice-campeões                     | Resultado       |
| ----------------------------------------------------------- | --------------------------------- | --------------------------------- | --------------- |
| 2024                                                        | Alfie Hewett Gordon Reid          | Takuya Miki Tokito Oda            | 6–4, 7–62       |
| 2023                                                        | Alfie Hewett Gordon Reid          | Takuya Miki Tokito Oda            | 3–6, 6–0, 6–3   |
| 2022                                                        | Gustavo Fernández Shingo Kunieda  | Alfie Hewett Gordon Reid          | 6–3, 6–1        |
| 2021                                                        | Alfie Hewett Gordon Reid          | Tom Egberink Joachim Gérard       | 7–5, 6–2        |
| Torneio não realizado em 2020 devido à pandemia de COVID-19 |                                   |                                   |                 |
| 2019                                                        | Joachim Gérard Stefan Olsson      | Alfie Hewett Gordon Reid          | 6–4, 6–2        |
| 2018                                                        | Alfie Hewett Gordon Reid          | Joachim Gérard Stefan Olsson      | 6–1, 6–4        |
| 2017                                                        | Alfie Hewett Gordon Reid          | Stéphane Houdet Nicolas Peifer    | 56–7, 7–5, 7–63 |
| 2016                                                        | Alfie Hewett Gordon Reid          | Stéphane Houdet Nicolas Peifer    | 4–6, 6–1, 7–66  |
| 2015                                                        | Gustavo Fernández Nicolas Peifer  | Michaël Jeremiasz Gordon Reid     | 7–5, 5–7, 6–2   |
| 2014                                                        | Stéphane Houdet Shingo Kunieda    | Maikel Scheffers Ronald Vink      | 5–7, 6–0, 6–3   |
| 2013                                                        | Stéphane Houdet Shingo Kunieda    | Frédéric Cattaneo Ronald Vink     | 6–4, 6–2        |
| 2012                                                        | Tom Egberink Michaël Jeremiasz    | Robin Ammerlaan Ronald Vink       | 6–4, 6–2        |
| 2011                                                        | Maikel Scheffers Ronald Vink      | Stéphane Houdet Michaël Jeremiasz | 7–5, 6–2        |
| 2010                                                        | Robin Ammerlaan Stefan Olsson     | Stéphane Houdet Shingo Kunieda    | 6–4, 7–64       |
| 2009                                                        | Stéphane Houdet Michaël Jeremiasz | Robin Ammerlaan Shingo Kunieda    | 1–6, 6–4, 7–63  |
| 2008                                                        | Robin Ammerlaan Ronald Vink       | Stéphane Houdet Nicolas Peifer    | 86–7, 6–1, 6–3  |
| 2007                                                        | Robin Ammerlaan Ronald Vink       | Shingo Kunieda Satoshi Saida      | 4–6, 7–5, 6–2   |
| 2006                                                        | Shingo Kunieda Satoshi Saida      | Michaël Jeremiasz Jayant Mistry   | 7–5, 6–2        |
| 2005                                                        | Michaël Jeremiasz Jayant Mistry   | David Hall Martin Legner          | 4–6, 6–3, 7–66  |

#### Femininas
| Ano                                                         | Campeãs                        | Vice-campeãs                   | Resultado     |
| ----------------------------------------------------------- | ------------------------------ | ------------------------------ | ------------- |
| 2024                                                        | Yui Kamiji Kgothatso Montjane  | Diede de Groot Jiske Griffioen | 6–4, 6–4      |
| 2023                                                        | Diede de Groot Jiske Griffioen | Yui Kamiji Kgothatso Montjane  | 6–1, 6–4      |
| 2022                                                        | Yui Kamiji Dana Mathewson      | Diede de Groot Aniek van Koot  | 6–1, 7–5      |
| 2021                                                        | Yui Kamiji Jordanne Whiley     | Kgothatso Montjane             | 6–0, 7–60     |
| Torneio não realizado em 2020 devido à pandemia de COVID-19 |                                |                                |               |
| 2019                                                        | Diede de Groot Aniek van Koot  | Marjolein Buis Giulia Capocci  | 6–1, 6–1      |
| 2018                                                        | Diede de Groot Yui Kamiji      | Sabine Ellerbrock Lucy Shuker  | 6–1, 6–1      |
| 2017                                                        | Yui Kamiji Jordanne Whiley     | Marjolein Buis Diede de Groot  | 2–6, 6–3, 6–0 |
| 2016                                                        | Yui Kamiji Jordanne Whiley     | Jiske Griffioen Aniek van Koot | 6–2, 6–2      |
| 2015                                                        | Yui Kamiji Jordanne Whiley     | Jiske Griffioen Aniek van Koot | 6−2, 5−7, 6−3 |
| 2014                                                        | Yui Kamiji Jordanne Whiley     | Jiske Griffioen Aniek van Koot | 2–6, 6–2, 7–5 |
| 2013                                                        | Jiske Griffioen Aniek van Koot | Yui Kamiji Jordanne Whiley     | 6–4, 7–66     |
| 2012                                                        | Jiske Griffioen Aniek van Koot | Lucy Shuker Jordanne Whiley    | 6–1, 6–2      |
| 2011                                                        | Esther Vergeer Sharon Walraven | Jiske Griffioen Aniek van Koot | 6–4, 3–6, 7–5 |
| 2010                                                        | Esther Vergeer Sharon Walraven | Daniela Di Toro Lucy Shuker    | 6–2, 6–3      |
| 2009                                                        | Korie Homan Esther Vergeer     | Daniela Di Toro Lucy Shuker    | 6–1, 6–3      |

#### Tetraplégicas
| Ano                                                         | Campeões                    | Vice-campeões               | Resultado      |
| ----------------------------------------------------------- | --------------------------- | --------------------------- | -------------- |
| 2024                                                        | Sam Schröder Niels Vink     | Andy Lapthorne Guy Sasson   | 3–6, 7–63, 6–3 |
| 2023                                                        | Sam Schröder Niels Vink     | Heath Davidson Robert Shaw  | 7–65, 6–0      |
| 2022                                                        | Sam Schröder Niels Vink     | Andy Lapthorne David Wagner | 46–7, 6–2, 6–3 |
| 2021                                                        | Andy Lapthorne David Wagner | Dylan Alcott Sam Schröder   | 6–1, 3–6, 6–4  |
| Torneio não realizado em 2020 devido à pandemia de COVID-19 |                             |                             |                |
| 2019                                                        | Dylan Alcott Andy Lapthorne | Koji Sugeno David Wagner    | 6–2, 7–64      |